# Наместничество Сиюй
Наместничество Сиюй или Наместничество (Протекторат) Западного края — единоличное военное правительство (наместничество — духуфу), созданное китайской империей Хань для управления и контроля Сиюя, примерно на месте нынешнего Синьцзян-Уйгурского автономного района (включая Джунгарию).
Во время хунну-китайских войн правительство Хань создало гарнизон в Улэй, на северо-востоке Бугура, с целью защиты союзных китайцам тохарских княжеств Сиюя от набегов кочевников хунну. Считается, что это была первая попытка Китая закрепиться в Центральной Азии. При Восточной Хань ставка была перенесена в Таган, нынешняя Куча.
Наместничество было создано в 60 году до н. э. на пике военной мощи Хань. В 51 году до н. э. наместнику удалось добиться политического контроля над народом Усуней. За время существования сменилось около 18 наместников, из которых только 10 известны по именам. Наместничество прекратило существование в правление Ван Мана, оно было восстановлено Хань Мин-ди, который поручил военное (а теперь и административное) управление Сиюем генералу Чэнь Му в 74 году н. э., впоследствии талантливый полководец Бань Чао полностью покорил регион. Но 29 июля 107 года серия цянских восстаний в Хэси и Гуаньчжуне принудила китайцев оставить регион до тех пор, пока не была создана Администрация Сиюя. Танская империя позже создаст Наместничество Аньси, чем восстановит контроль над регионом.

## Карты
На некоторых картах протекторат показан светлее, чем остальная Империя, что показывает его особый статус.

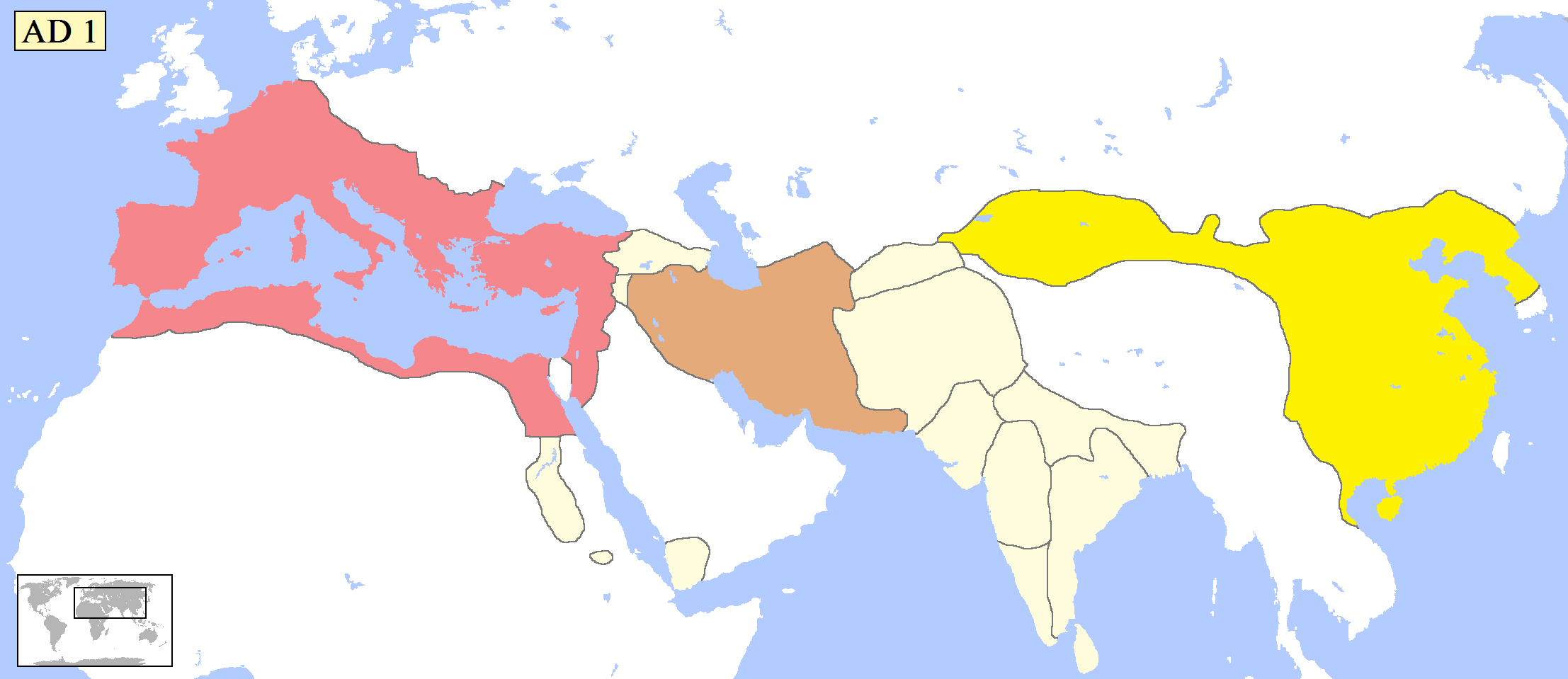
Хань, 1 год н. э.
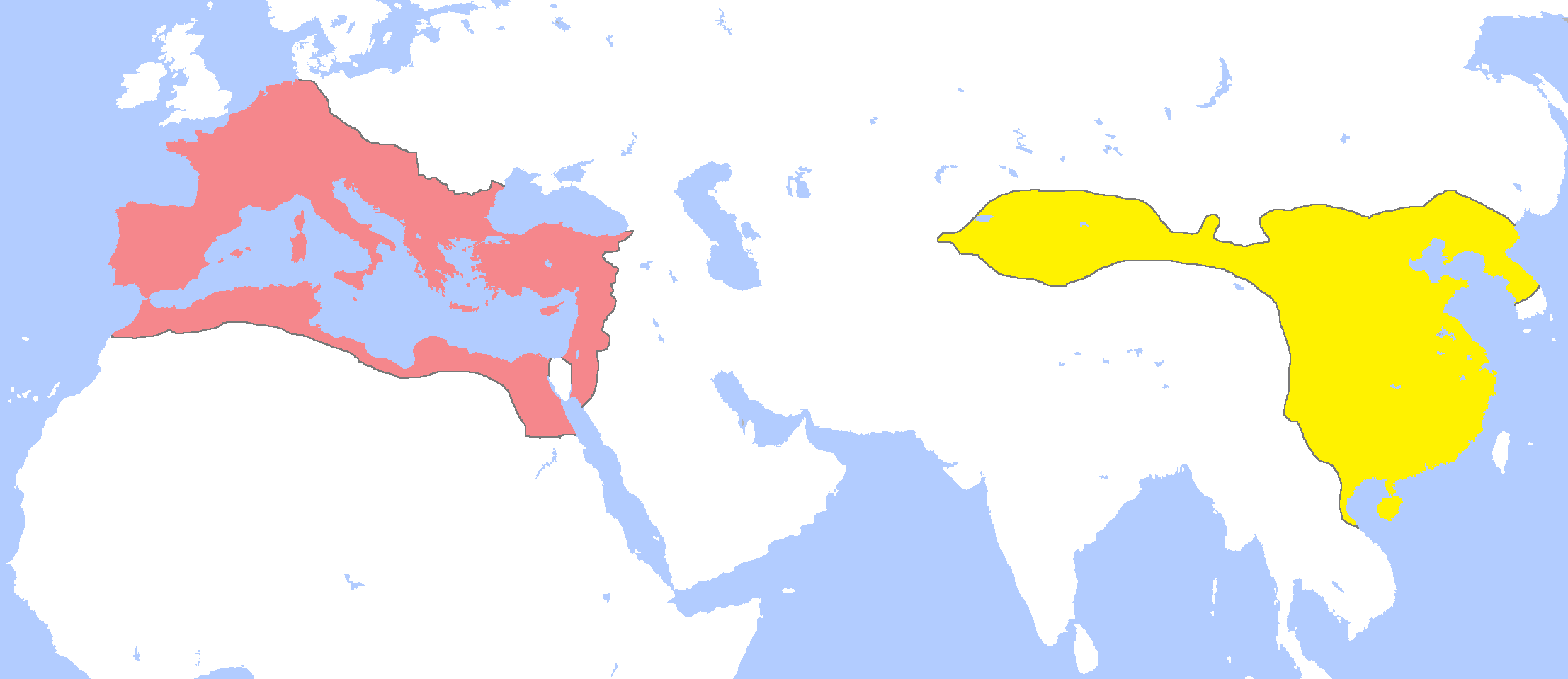
Хань, 1 год н. э.
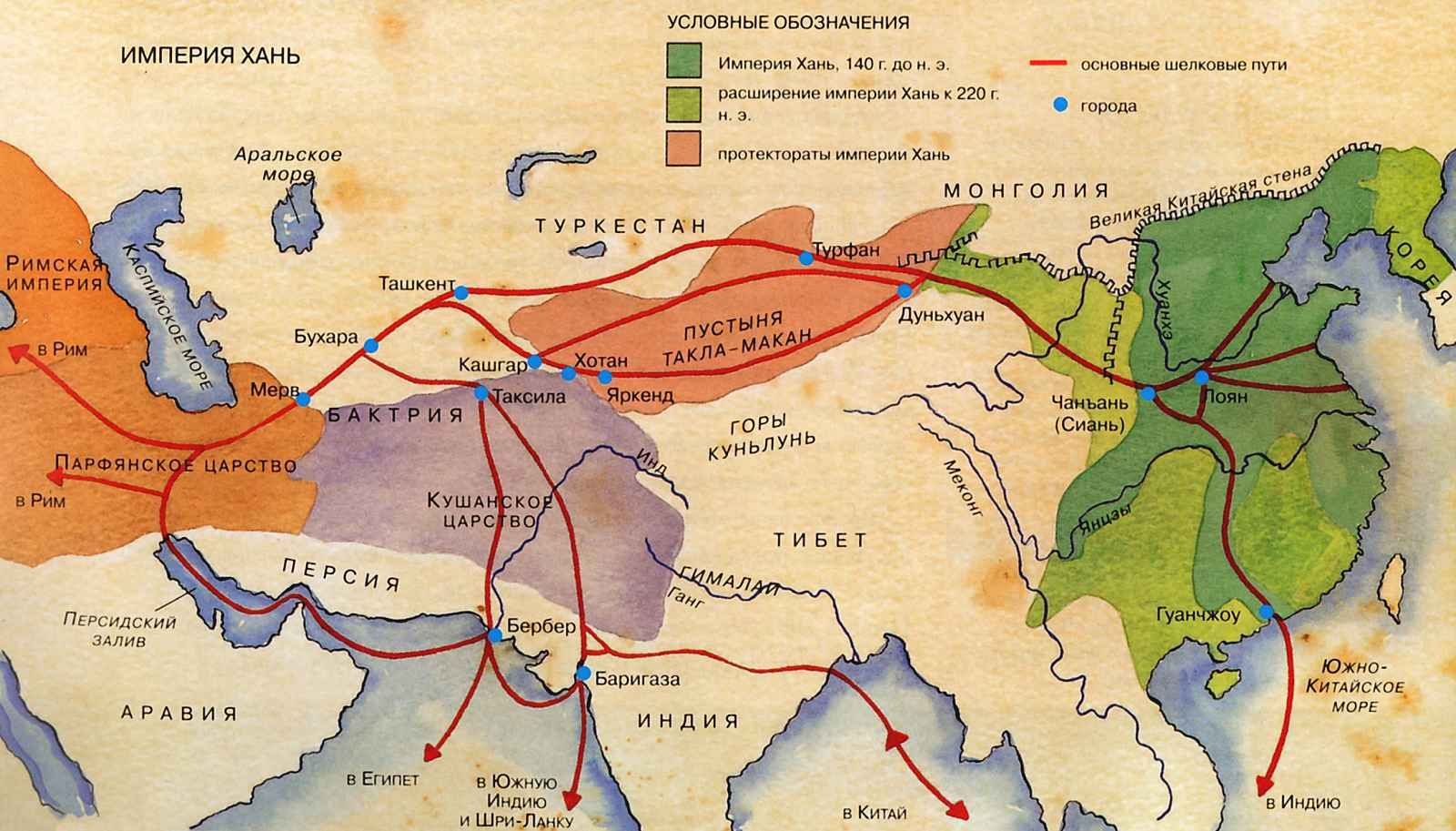
Протекторат выделен терракотовым
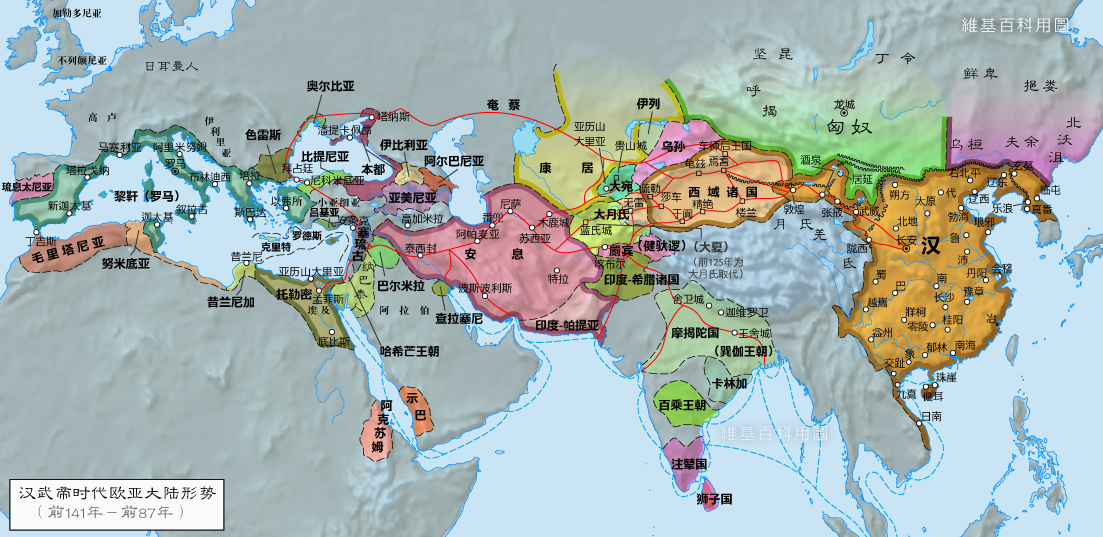
Протекторат обозначен светло-оранжевым
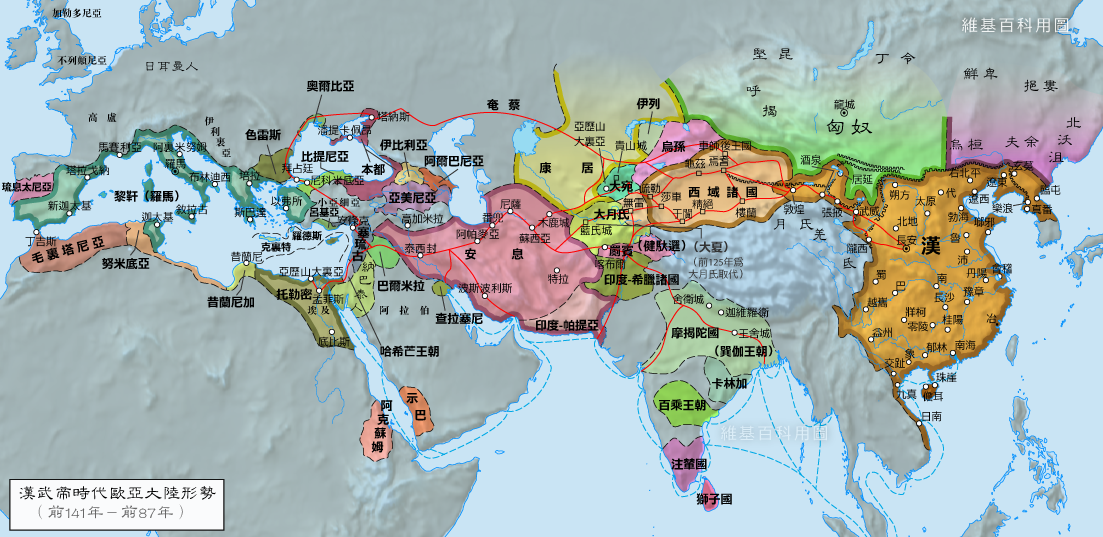
Протекторат обозначен светло-оранжевым
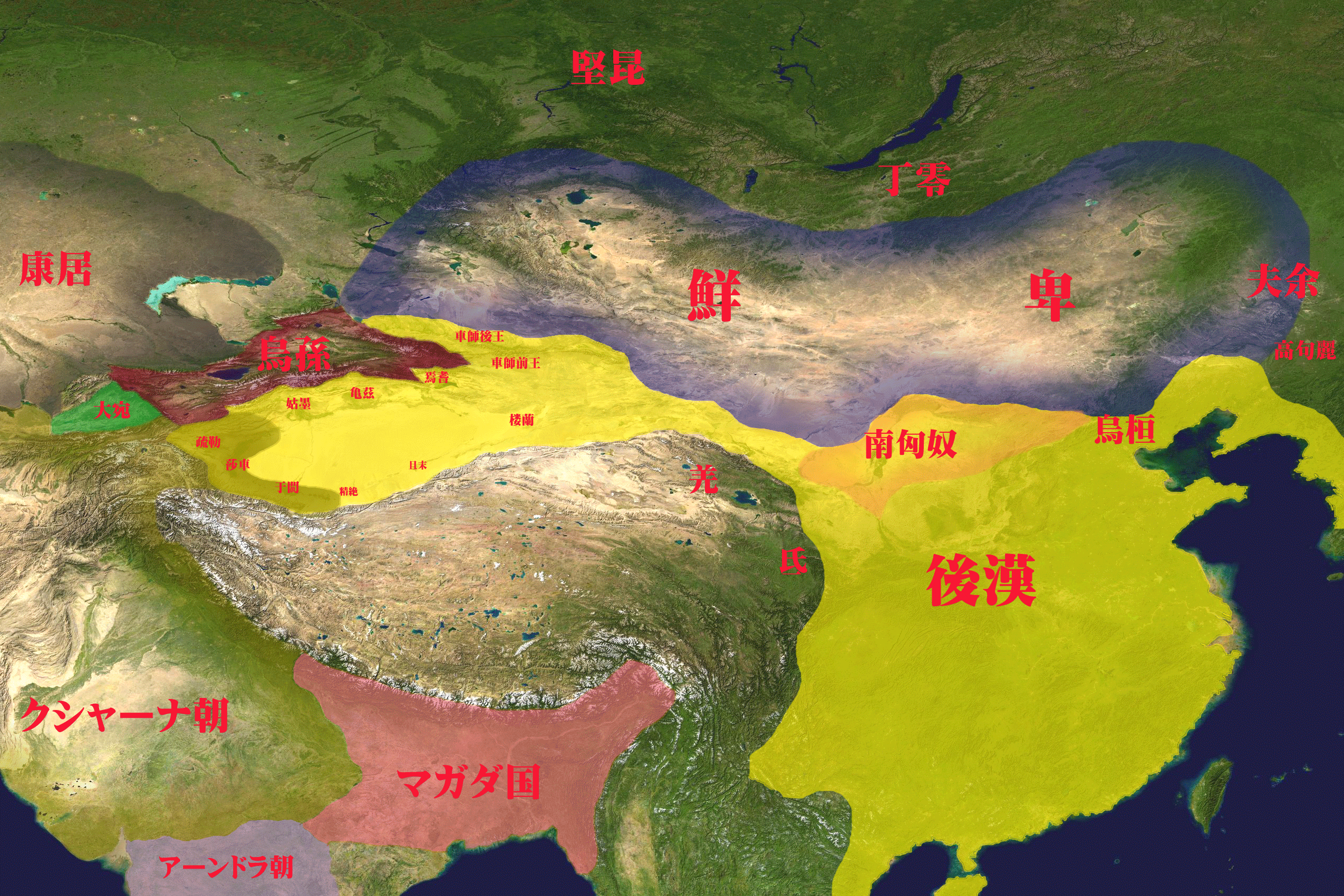
Хань
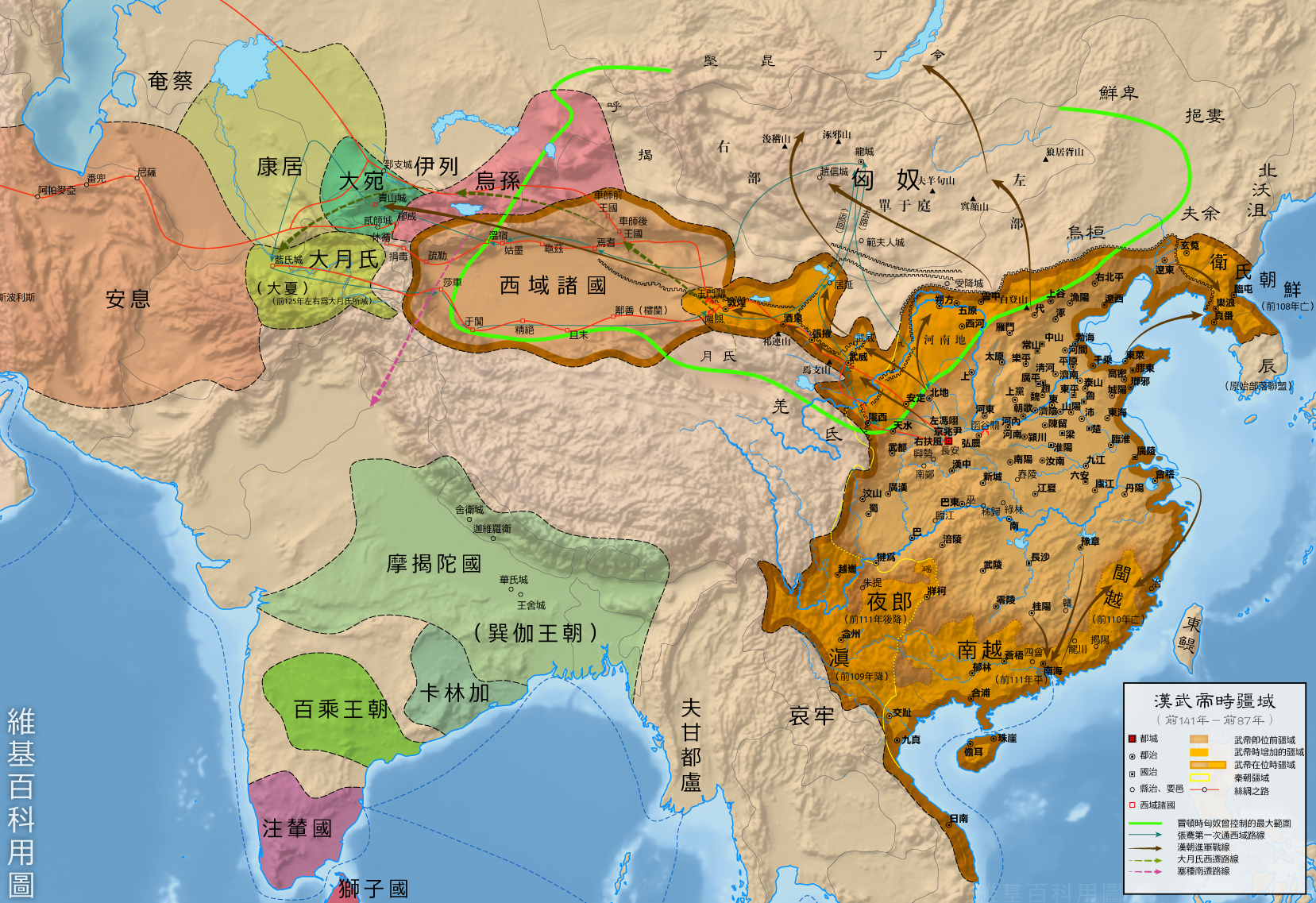
Протекторат обозначен светло-оранжевым
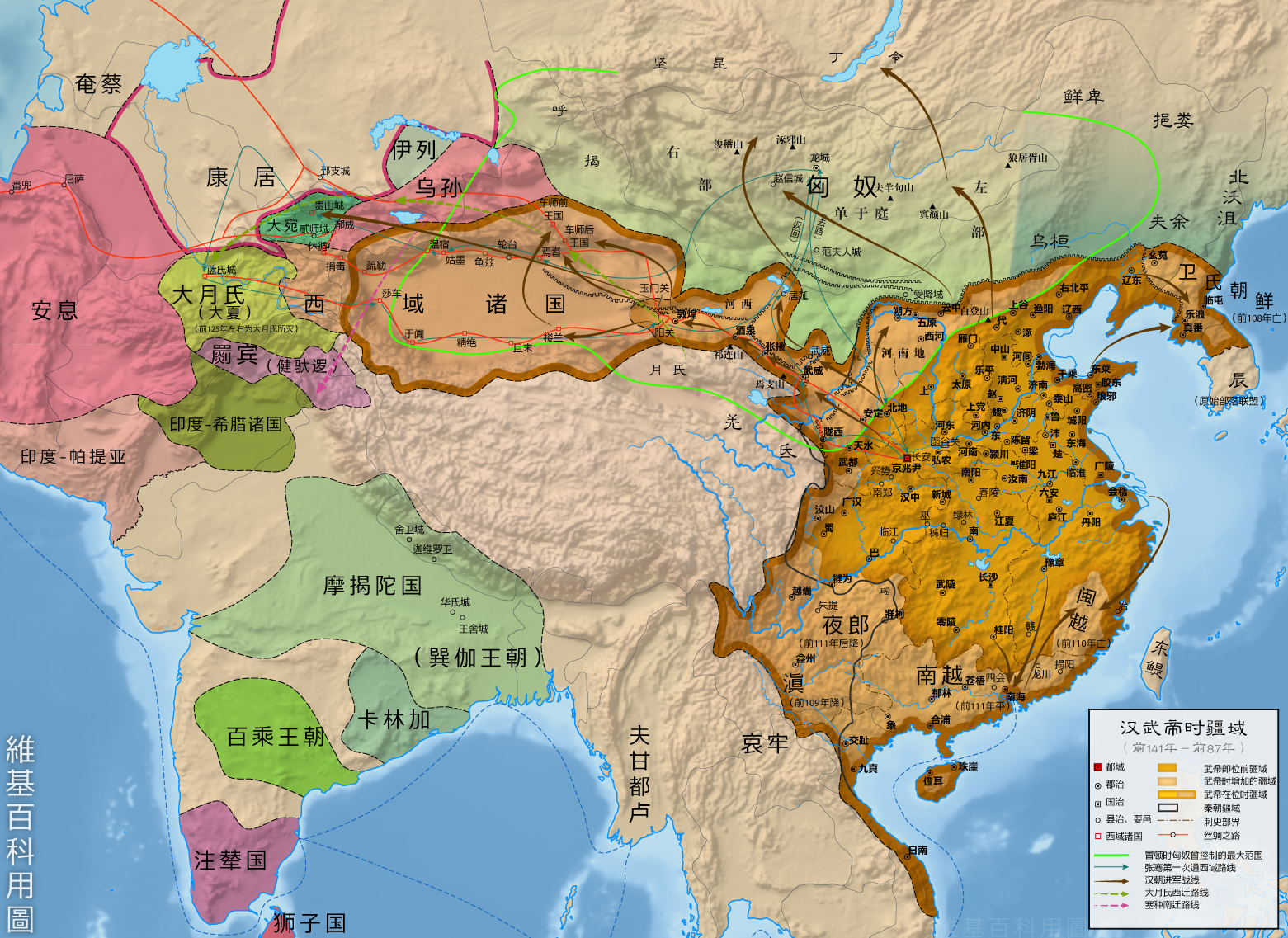
Протекторат обозначен светло-оранжевым
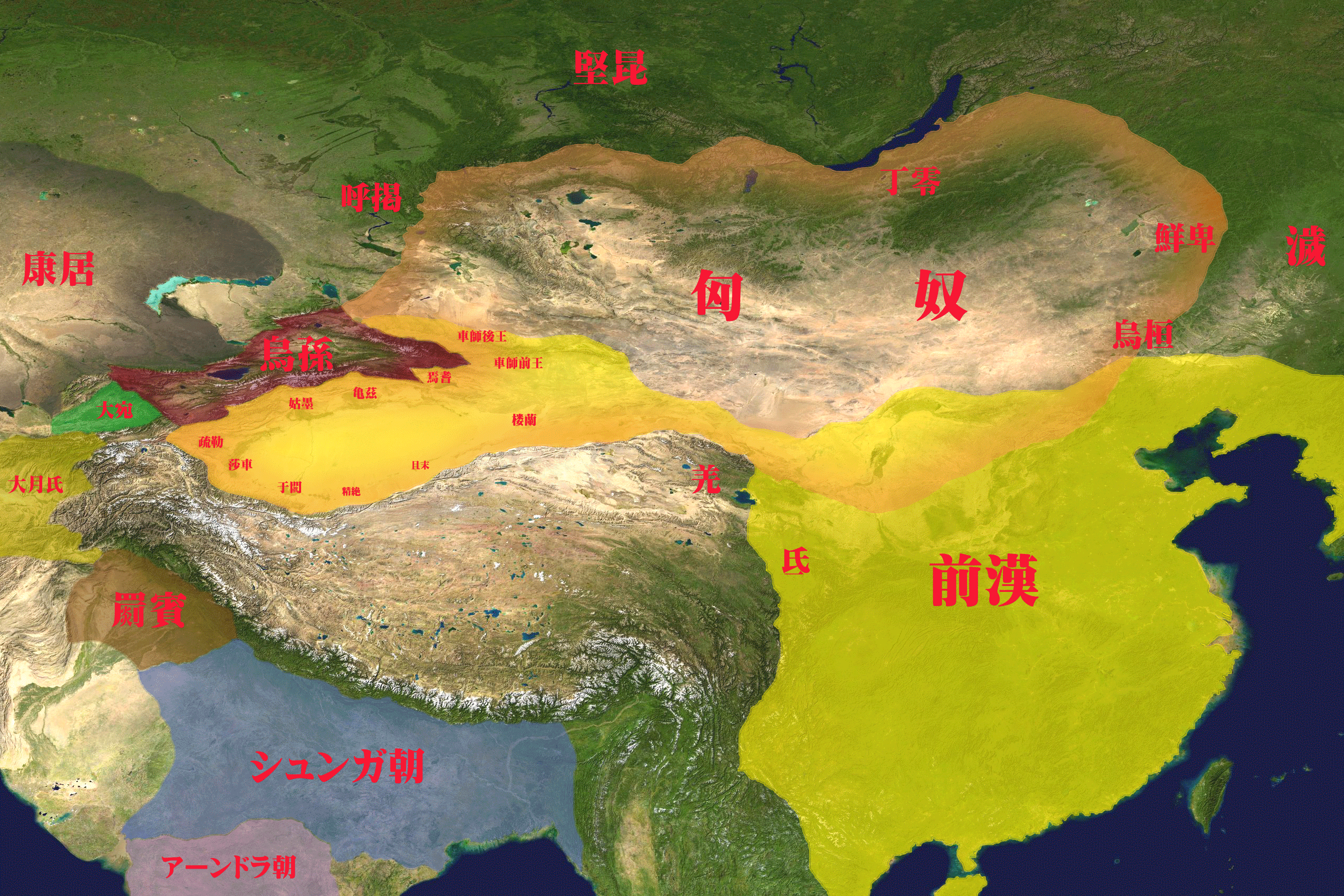
Места соприкосновения Хань и Хунну
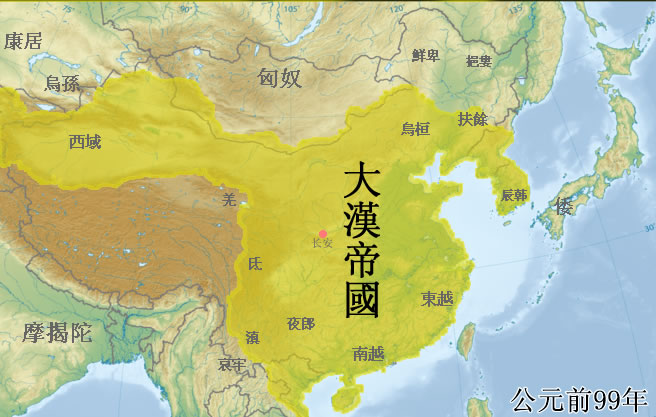
Хань
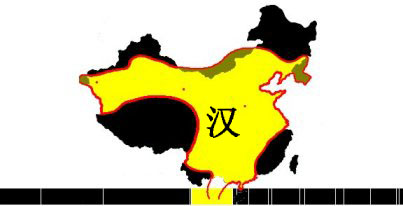
Хань
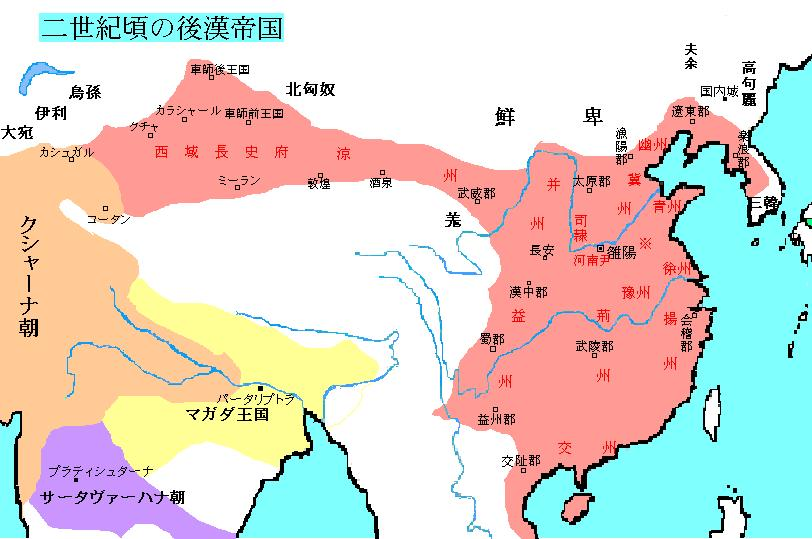
Японская карта Восточной Хань
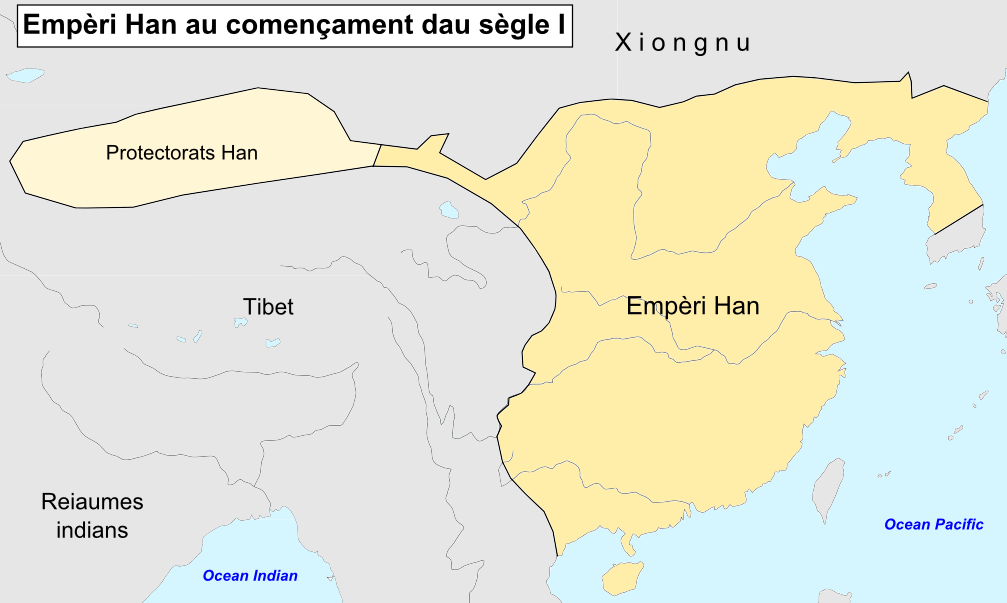
Французская карта: Хань и Сиюй
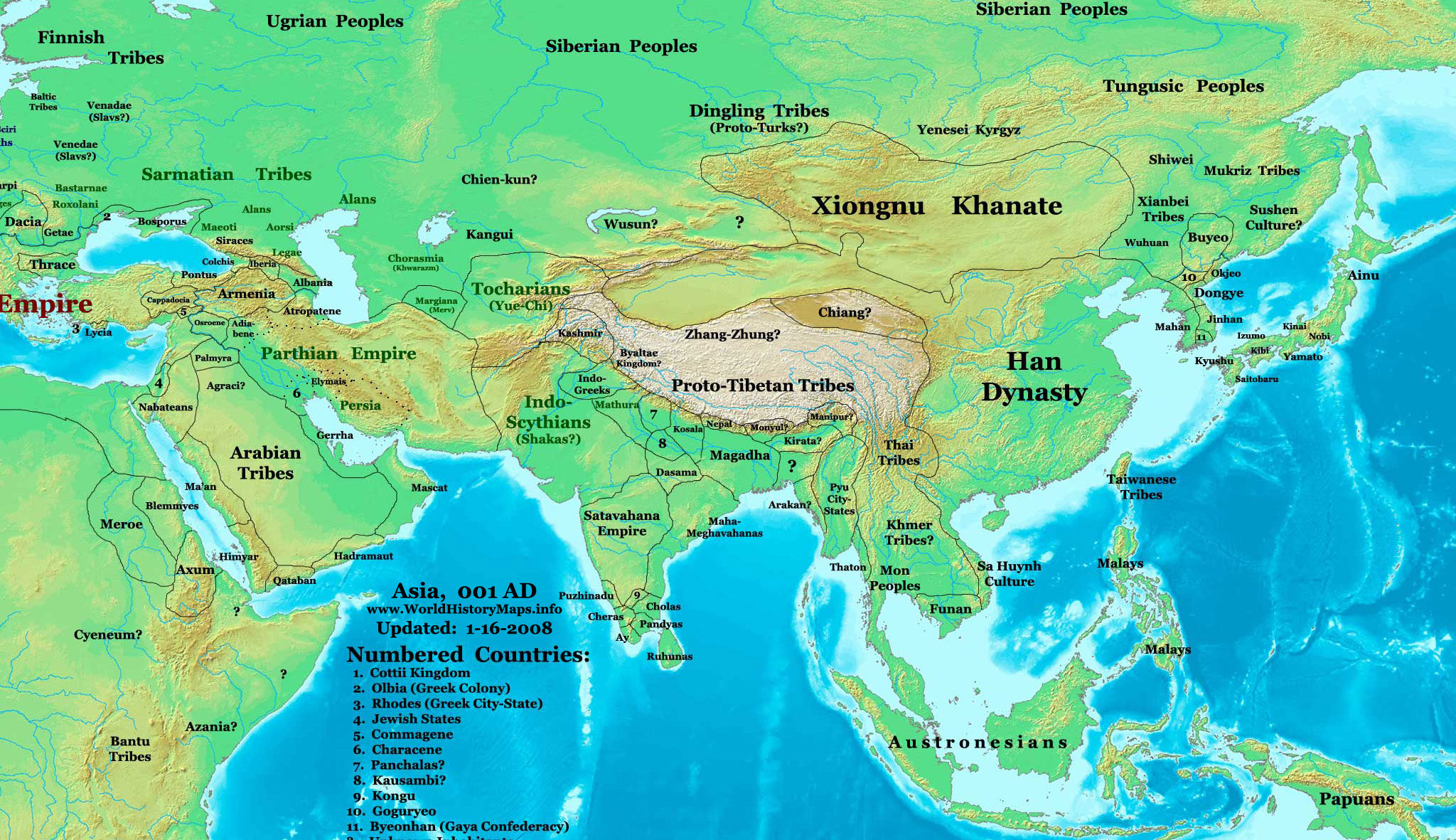
Хань, 1 год н. э.
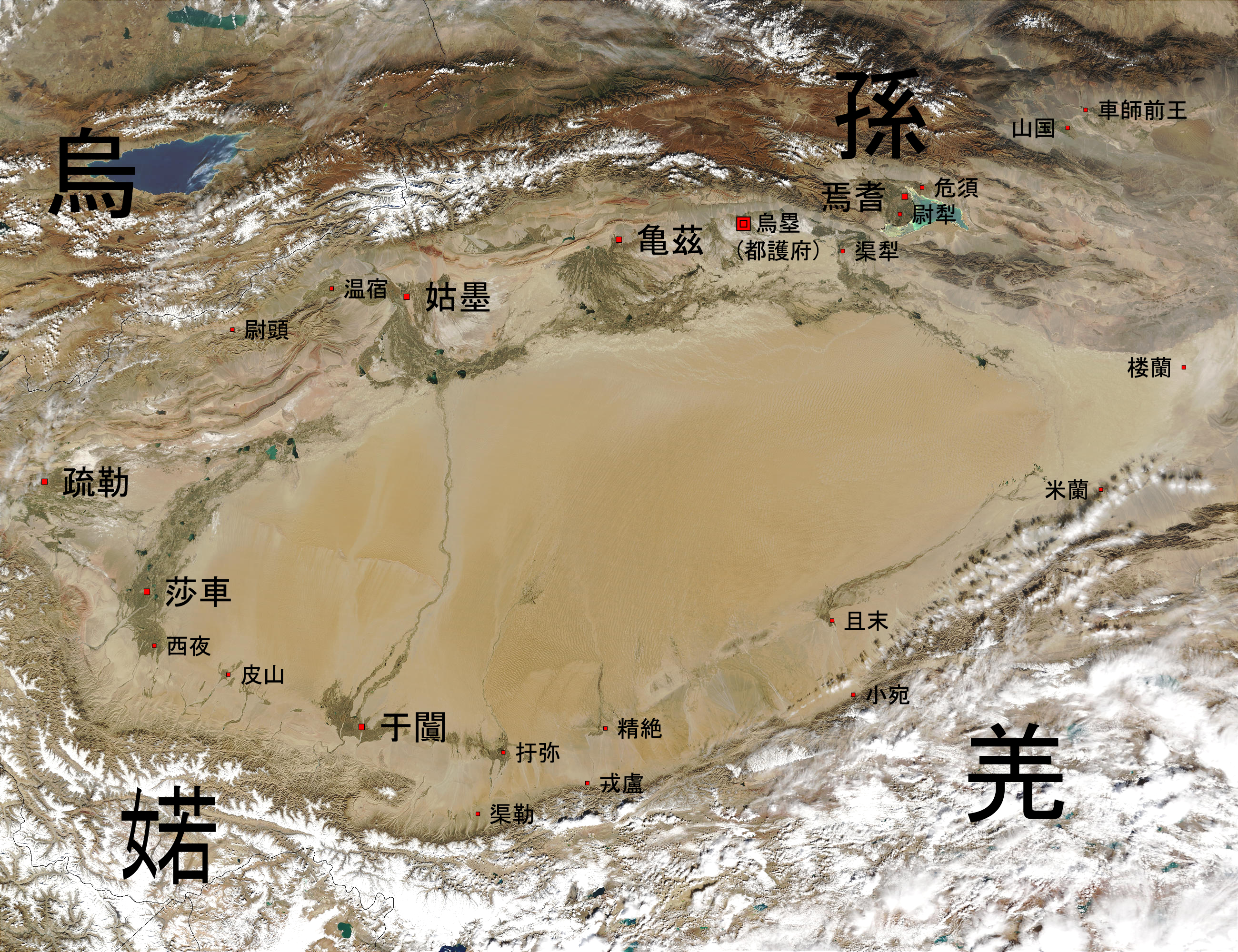
Города наместничества

## Список наместников

### Западная Хань иСинь
- Чжэн Цзи (鄭吉) 60－48 год до н. э.
- Хань Сюань (韓宣) 48－45 год до н. э.
- Неизвестный (3-й) 45－42 год до н. э.
- Неизвестный (4-й) 42－39 год до н. э.
- Неизвестный (5-й) 39－36 год до н. э.
- Гань Юаньшоу (甘延壽) 36－33 год до н. э.
- Дуань Хуэйчжун (段會宗) 33－30, 21－18 год до н. э.
- Лянь Бао (廉褒) 30－27 год до н. э.
- Неизвестный (9-й) 27－24 год до н. э.
- Хань Ли (韓立) 24－21 год до н. э.
- Неизвестный (11-й) 18－15 год до н. э.
- Го Шунь (郭舜) 15－12 год до н. э.
- Сунь Цзян (孫建) 12－9 год до н. э.
- Неизвестный (14-й) 9－6 год до н. э.
- Неизвестный (15-й) 6－3 год до н. э.
- Неизвестный (16-й) 3 год до н. э.－1 год
- Дань Цин (但欽) 1－13 год
- Ли Чон 13－23 год

### Восточная Хань
- Чэнь Му 74－75
- Бань Чао 91－102
- Жэнь Шэн 102－106
- Дуань Си 106－107

## В искусстве
В фильме 2015 года «Меч дракона» рассказывается история одного из наместников (Джеки Чан) Сиюя, который был осуждён и сослан на каторгу в дальнюю крепость, где старается поддерживать мир между представителями разных народов. Там он сдружился с римским легионером (Кьюсак), который вместе со своими солдатами дошёл до Китая по Великому шёлковому пути.